# Hino nacional
Um hino nacional é geralmente uma composição musical patriótica que evoca e elogia a história, as tradições e as lutas de seu povo, reconhecidas pelo governo de um país como a canção nacional oficial símbolo do Estado, ou por convenção, através do uso pelo povo. A maioria dos hinos nacionais possuem o estilo musical de marchas ou música orquestrada. Os países da América Latina, Ásia Central e Europa tendem a peças mais ornamentadas e operísticas, enquanto os do Oriente Médio, Oceania, África e Caribe usam uma fanfarra mais simplista. Alguns países que são devolvidos a múltiplos estados constituintes têm suas próprias composições musicais oficiais (como no Reino Unido, na Federação Russa e na antiga União Soviética); as canções de seus constituintes são às vezes chamadas de hinos nacionais, embora não sejam estados soberanos.

## Línguas
Um hino nacional é mais frequentemente escrito e cantado na língua oficial ou no idioma mais falado do país, embora haja exceções notáveis. Mais comumente, países com mais de um idioma oficial podem oferecer várias versões de seu hino, por exemplo:
- O "Salmo Suíço", o hino nacional da Suíça, tem letras diferentes para cada um dos quatro idiomas oficiais do país (francês, alemão, italiano e romanche);
- O hino nacional do Canadá, "O Canada", tem letras oficiais em inglês e francês que não são traduções uma da outra, e é frequentemente cantado com uma mistura de estrofes, representando a natureza bilíngue do país. O hino foi originalmente escrito em francês;
- "The Soldier's Song", o hino nacional da Irlanda, foi originalmente escrito e oficializado em inglês, mas uma tradução irlandesa, embora nunca tenha sido formalmente oficializada, é hoje em dia quase sempre cantada;
- O atual hino nacional da África do Sul é o único em que cinco das onze línguas oficiais do país são usadas no mesmo hino (a primeira estrofe é dividida entre os idiomas xhosa e zulu, com cada uma das três estrofes restantes em sesotho, africâner e inglês). Foi criado combinando dois tons diferentes e depois modificando as letras e adicionando novas;
- Um dos dois hinos nacionais oficiais da Nova Zelândia, "God Defend New Zealand", é comumente cantado com o primeiro verso em Maori ("Aotearoa") e o segundo em inglês ("God Defend New Zealand"). A música é a mesma, mas as palavras não são uma tradução direta uma da outra;
- "God Bless Fiji", o hino nacional das Fiji, tem letras em inglês e fijiano que não são traduções uma da outra. Embora oficial, a versão fijiana raramente é cantada, e geralmente é a versão em inglês que é executada em eventos esportivos internacionais;
- Embora Singapura tenha quatro idiomas oficiais, sendo o inglês a atual língua franca, o hino nacional do país "Majulah Singapura" foi escrito em malaio e por lei só pode ser cantada com sua letra malaia original, apesar do Malaio ser uma língua minoritária em Singapura. Isto porque a Parte XIII da Constituição de Singapura declara que “a língua nacional será a língua malaia e estará no alfabeto romano […]”;
- Existem vários países que não possuem letras oficiais de seus hinos nacionais. Uma delas é a "Marcha Real", o hino nacional da Espanha. Embora originalmente tivesse letra, ela foi descontinuada após mudanças na política espanhola no início dos anos 1980, depois da ditadura de Francisco Franco. Em 2007, um concurso nacional para escolher a letra foi realizada, mas nenhuma letra foi escolhida. Outros hinos nacionais sem letras incluem o "Inno Nazionale della Repubblica", de San Marino, o "Intermeco", da Bósnia e Herzegovina, e o do Kosovo, intitulado "Europa";
- O hino nacional da Índia, "Jana Gana Mana", possui sua letra oficial em hindi. A letra veio de um poema em bengali escrito por Rabindranath Tagore;
- Apesar de a língua mais falada no País de Gales ser o inglês, o hino regional galês "Hen Wlad Fy Nhadau" é cantado em galês;
- O hino nacional da Finlândia, "Maamme", foi escrito originalmente em sueco e só depois traduzido para o finlandês. Hoje em dia é cantado em ambas as línguas, uma vez que existe uma minoria sueca de cerca de 6% no país.

## História
Hinos nacionais ganharam destaque na Europa durante o século XIX, mas alguns se originaram muito antes. O suposto hino nacional mais antigo pertence aos Países Baixos e é chamado de "Het Wilhelmus". Foi escrito entre 1568 e 1572 durante a Revolta Neerlandesa e sua variante da melodia atual foi composta pouco antes de 1626. Foi uma marcha orangista popular durante o século XVII, mas não se tornou o hino nacional holandês oficial até 1932.
O hino nacional japonês, "Kimigayo", tem a letra mais antiga, que veio de um poema do período Heian (794-1185), mas não foi musicado até 1880.
O hino nacional filipino "Lupang Hinirang" foi composto em 1898 como música incidental sem letra para a cerimônia de declaração da independência do Império Espanhol. O poema espanhol "Filipinas" foi escrito no ano seguinte para servir como letra do hino; a versão atual em tagalo data de 1962.
"God Save the King", o hino nacional do Reino Unido e o hino real em alguns reinos da Commonwealth, foi composto pela primeira vez em 1619. Não é oficialmente o hino nacional do Reino Unido, embora tenha se tornado hino nacional por meio do costume. A letra do hino varia conforme o gênero do monarca britânico, alterando palavras femininas como "queen" e "her" para "king" e "him". 
O hino nacional da Espanha, a "Marcha Real", escrito em 1761, foi um dos primeiros a ser adotado como tal, em 1770. A Dinamarca adotou o mais antigo de seus dois hinos nacionais, "Kong Kristian" em 1780; e "La Marseillaise", o hino nacional francês, foi escrito em 1792 e adotado em 1795. A Sérvia tornou-se a primeira nação do leste europeu a ter um hino nacional – "Vostani Serbije" – em 1804.
"Ee Mungu Nguvu Yetu", o hino nacional do Quênia, é um dos primeiros hinos nacionais a serem especificamente comissionados. Foi escrito por uma comissão especial em 1963 para servir como o hino após a independência do Reino Unido.
O hino nacional galês "Hen Wlad Fy Nhadau" foi o primeiro a ser cantado em um evento esportivo internacional quando foi cantado em um jogo de rugby contra a Nova Zelândia em Llanelli. Isso foi feito para combater o famoso haka da Nova Zelândia.
"Hatikvah", o hino nacional de Israel, foi escrito como um poema em 1877 por Naftali Herz Imber, e usa a melodia da canção italiana "La Mantovana" em 1888 de Samuel Cohen (a melodia foi usada em muitas canções folclóricas ao longo da Europa).

## Uso
Hinos nacionais são usados em uma ampla variedade de contextos. Certos rótulos podem estar envolvidos no jogo do hino de um país. Estes geralmente envolvem honras militares, estar em pé, retirar os acessórios na cabeça, etc. Em situações diplomáticas, as regras podem ser muito formais. Também pode haver hinos reais, hinos presidenciais, hinos de estado, etc. para ocasiões especiais. 
Eles são executados em feriados nacionais e também estão intimamente ligados a eventos esportivos. O País de Gales foi o primeiro país a adotá-lo durante um jogo de rugby contra a Nova Zelândia em 1905. Desde então, durante competições esportivas, como os Jogos Olímpicos de Verão e de Inverno, o hino nacional do país do vencedor da medalha de ouro é executado em cada cerimônia de entrega das medalhas; também é executado antes de jogos em várias ligas esportivas, desde que foi adotado no beisebol durante a Segunda Guerra Mundial. Quando equipes de dois países diferentes se enfrentam, os hinos de ambos os países são executados, sendo sempre o hino do país anfitrião o último a ser executado.
Em alguns países, o hino nacional é executado aos estudantes no início da escola como um exercício de patriotismo, como no Brasil, onde algumas escolas brasileiras executam o hino uma vez por semana. Em outros países, o hino nacional pode ser tocado em um teatro antes de uma peça ou em um cinema antes de um filme. Muitas emissoras de rádio e televisão tocam o hino nacional ao abrirem a programação diária pela manhã e novamente quando encerram a programação à noite. Por exemplo, o hino nacional da China é tocado antes da transmissão dos noticiários noturnos nas estações de televisão locais de Hong Kong, incluindo a TVB Jade e a ATV Home. Na Colômbia, uma lei obriga as emissoras públicas de rádio e televisão do país a executar o hino nacional colombiano às 6h00 e 18h00, enquanto na Tailândia, o "Phleng Chat" é tocado às 08h00 e 18h00 em todo o país (o hino real do país, "Sansoen Phra Barami" é tocado quando as emissoras encerram a sua programação diária). No Brasil, o Hino Nacional Brasileiro é transmitido diariamente às 05h30 pela TV Cultura, a principal rede de televisão pública brasileira. Em Portugal, a emissora pública RTP executava "A Portuguesa", o hino nacional português, até o início dos anos 2000.
O uso de um hino nacional fora de seu país, no entanto, depende do reconhecimento internacional desse país. Por exemplo, Taiwan não é reconhecida pelo Comitê Olímpico Internacional como um país separado da China desde 1979 e só pode competir nos Jogos Olímpicos com o nome de Taipé Chinesa; por isso o Hino da Bandeira Nacional é usado em vez do hino nacional taiwanês. Em Taiwan, o hino nacional do país é cantado antes, em vez de durante o hasteamento e o arriamento da bandeira, seguido pelo Hino da Bandeira Nacional durante o hasteamento e o arriamento. Mesmo dentro de um estado, os cidadãos do estado podem interpretar o hino nacional diferentemente (como nos Estados Unidos, alguns vêem o hino nacional dos Estados Unidos como representando o respeito por soldados e policiais mortos, enquanto outros o consideram como honrando o país em geral).

## Autores
A maioria dos hinos nacionais mais conhecidos foi escrita por compositores pouco conhecidos ou desconhecidos, como Claude Joseph Rouget de Lisle, compositor de "La Marseillaise" e John Stafford Smith, que escreveu a música para "The Anacreontic Song", que se tornou a melodia do hino nacional estadunidense, "The Star-Spangled Banner". O autor de "God Save the Queen", um dos hinos mais antigos e conhecidos no mundo, é desconhecido e disputado.
Pouquíssimos países têm um hino nacional escrito por um compositor de renome mundial. As exceções incluem a Alemanha, cujo hino "Das Lied der Deutschen" usa uma melodia escrita por Joseph Haydn, e a Áustria, cujo hino nacional "Land der Berge, Land am Strome" é às vezes creditado a Wolfgang Amadeus Mozart. O "Hino da República Socialista Soviética da Armênia" era composto por Aram Khachaturian.
O comitê encarregado de escolher um hino nacional para a Malásia durante a independência do país decidiu convidar compositores de renome internacional para submeter composições para consideração, incluindo Benjamin Britten, William Walton, Gian Carlo Menotti e Zubir Said, que mais tarde compuseram "Majulah Singapura", o hino nacional de Singapura. Nenhum foi considerado adequado.
Alguns hinos têm letras escritas por laureados do Nobel na literatura. O primeiro laureado asiático, Rabindranath Tagore, escreveu a letra e a música de "Jana Gana Mana" e "Amar Shonar Bangla", posteriormente adotadas como os hinos nacionais da Índia e de Bangladesh, respectivamente. Bjørnstjerne Bjørnson escreveu a letra do hino nacional da Noruega "Ja, vi elsker dette landet".
Outros países tinham seus hinos compostos por pessoas localmente importantes. Este é o caso do Brasil, que teve o seu primeiro hino nacional, atualmente chamado de "Hino da Independência", composto por Dom Pedro I, primeiro imperador e responsável por proclamar a independência do país. O Hino Nacional da Colômbia teve a sua letra escrita pelo ex-presidente e poeta Rafael Nuñez, que também escreveu a primeira constituição do país. Outro caso semelhante é o da Libéria, cujo hino nacional foi escrito por seu terceiro presidente, Daniel Bashiel Warner. 